# Staroměstská mostecká věž
Staroměstská mostecká věž se nachází na Starém Městě pražském na Křižovnickém náměstí při pravobřežním vstupu na Karlův most na královské cestě.
Staroměstská mostecká věž se skvostnou plastickou výzdobou byla zamýšlena jako triumfální oblouk, oslavující panování císaře Karla IV. a jeho syna Václava IV. Současně představovala symbolický průchod do nejhonosnější části Prahy – vždyť za ní se otvíral výhled na Pražský hrad, v jehož středu zářila zlatá mozaika Posledního soudu na svatovítské bráně. Ohromenému poutníkovi tím bylo sdělováno: Zde leží sláva říše římské, sídlo samotného císaře.
Jedná se o gotickou věž postavenou společně s mostem Petrem Parléřem. Věž byla zbudována nejen jako fortifikace, ale zároveň představuje i typ reprezentačního vítězného oblouku. Karel IV. totiž stanovil trasu korunovačních průvodů svých následovníků, která vedla přes nový gotický most. Bývá považována za jednu z nejkrásnějších gotických staveb v Evropě.[zdroj?]

## Historie
Staroměstská mostecká věž vznikala pod přímým dohledem Karla IV. Vnímal ji jako důležitou součást mocného účinku, jakým měl na příchozího zapůsobit kamenný most a hrad s katedrálou. Stavba věže byla započata záhy po položení základního kamene mostu v roce 1357. Prvním stavitelem věže byl mistr Otto, který navrhl její podobu, po něm nastoupil Michael Savojský, který ji dovedl do výše 1. patra. Poté stavbu převzala císařská huť Petra Parléře. Stavba byla dokončena mezi 70. – 80. lety 14. století. Za ideového tvůrce dodnes fascinující výzdoby věžní fasády je považován císař Karel IV. Jeho následovník Václav IV. výzdobu  doplnil o některé dílčí prvky. Veškeré sochařské práce jsou dílem parléřovské huti. Ve svém oboru všestranně talentovaný Petr Parléř, stavitel, kameník, sochař i řezbář, je dnes řazen mezi největší umělce evropské vrcholné gotiky. Jeho oslnivá kariéra v Praze začala roku 1356, kdy jako čtyřiadvacetiletý na přání Karla IV. převzal stavbu Svatovítské katedrály. Poté byla Parléřovi svěřena stavba mostu a jeho staroměstské věže, která se co do tvarosloví i výzdoby stala předobrazem gotických pevnostních bran v českých zemích.
Staroměstská mostecká věž, kdysi symbol největší slávy českého království, sloužila v první polovině 17. století jako potupná kulisa pro demonstraci habsburské moci. Pražská poprava sedmadvaceti českých pánů v roce 1621 byla krutou tečkou za neúspěšným povstáním českých protestantských stavů proti katolickým Habsburkům. Hlavy dvanácti popravených dal Ferdinand II. vystavit v železných koších na dlouhých bidlech z ochozu Staroměstské mostecké věže. Lebka jednoho ze šlechticů směla být po roce na žádost vdovy snesena, zbylých jedenáct hlav zde trčelo dlouhých deset let. Sejmuty byly v roce 1631, není však známo, kam byly uloženy.
Ani dnes, po nejrůznějších rekonstrukcích a opravách, nemůžeme Staroměstskou mosteckou věž obdivovat v její původní podobě. V průběhu staletí byla několikrát vážně poškozena, nejhůř při vpádu švédských vojsk do Prahy na konci třicetileté války. Tehdy v roce 1648 dobyli Švédové Hradčany i Malou Stranu a pokoušeli se dostat na Staré Město útokem vedeným po jediném pražském mostě. Brána staroměstské věže byla zatarasena barikádou z klád, za níž se bránili Pražané za pomoci studentů a profesorů z blízkého Klementina. Švédská dělostřelecká palba zcela zničila gotickou výzdobu západní strany věže, jejíž podoba se nedochovala. Při následné opravě, kterou v polovině 17. století provedli Carlo Lurago a Giovanni Spinetti, byla na místo zničených soch upevněna kamenná deska s latinským textem připomínajícím hrdinný boj Pražanů proti Švédům. Věž poškodily i revoluční bouře roku 1848. Důkladná rekonstrukce Staroměstské mostecké věže proběhla v letech 1874–1878 pod vedením architekta Josefa Mockera, spoluautora projektu novodobé dostavby Svatovítské katedrály. Následné dílčí opravy ve 20. století necitlivě zasáhly do stavby i výzdoby věže. V roce 1972 bylo šest velkých pískovcových soch králů a světců spolu se znakovými štíty sneseno z věže a nahrazeno nepříliš kvalitními kopiemi z umělého kamene. Ty byly nakonec v roce 2006 vyměněny za pískovcové kopie tesané přesně dle originálů. Dnes jsou původní gotické sochy Parléřovy huti uloženy v lapidáriu Národního muzea na Výstavišti Praha.
V 80. letech minulého století bohužel došlo také k předělání nosných konstrukcí věžních pater, přičemž dřevěné prvky byly nahrazeny ocelí a železobetonem. Od roku 2020 je Staroměstská mostecká věž ve správě Prague City Tourism. V současné době se připravuje rozsáhlý odborný průzkum a v dlouhodobém výhledu je plánována i oprava věže.

## Popis
Věž vystavěná na čtvercovém půdorysu z lomového zdiva a s vnějším pláštěm z pískovcových kvádrů je 47 metrů vysoká. Byla budována na prvním pilíři nového mostu, jehož základ tvořily zbytky zaniklého mostu Juditina. V dávných časech tak věž stála přímo na mostě nad řekou, což dnes kvůli stavebním úpravám a vyrovnání terénu Křižovnického náměstí není patrné. Věž je prolomena průjezdem o osmimetrové šířce zaklenutým síťovou klenbou typickou pro parléřovské stavby, se svorníkem v podobě královské koruny. Zbytky gotické malby na klenbě průjezdu v 70. letech 19. století opravil a dotvořil malíř Petr Maixner. Z průjezdu se vchází do věže. Točité schodiště se 138 stupni vedoucími na ochoz se vine přístavkem na jižní stěně věže. Vrchol schodiště na ochozu zdobí gotická socha věžníka či klíčníka, jejíž původ i objednatel zůstávají záhadou. Otevřený ochoz s cimbuřím v nárožích vybíhá do čtyř věžiček se stříškami. Vysoká střecha s břidlicovými taškami ukrývá původní, víc než 600 let starý dřevěný krov. Interiér věže je členěný do dvou pater. V každém patře se nachází velká síň s novogotickým stropem a ostěním z 19. století. Místnost prvního patra sloužila jako strážnice, odkud se v případě nebezpečí zřejmě spouštěla železná mříž uzavírající bránu. V suterénu se nachází historické sklepení.

###### Výzdoba
Plastická výzdoba východní strany věže (obrácené ke Starému Městu je mistrovským dílem středověkého výtvarného umění, filozofie, astrologie a geometrie. Výzdoba fasády je koncipována do tří polí, které znázorňují tři úrovně existence: svět hříšných smrtelníků, linii královskou a nejvyšší sféru nebeskou. Nejníže jsou dvě figurální konzoly na nároží na příporách oblouku symbolizující lidský hřích: stařec s dívkou a jinoch v objetí se starší ženou v kápi. Pod kordonovou římsou prvního patra jsou čtyři maskarony s tvářemi divých mužů. Nad gotickou klenbou brány jsou vytesány znaky historických zemí, kterým v té době Karel IV. vládl: Sulzbach-Rosenberg, vévodství vratislavské, vévodství svídnické, markrabství moravské, Svatá říše římská, království české, vévodství lucemburské, vévodství zhořelecké, Horní Lužice a Dolní Lužice. Doplňuje je znak Starého Města pražského. Uprostřed dolů shlíží socha lva. Nad ním dominuje postava svatého Víta stojící na miniatuře mostu, jehož je patronem. Světec je nadřazen trůnícím panovníkům Karlu IV. a Václavovi IV. Plastiky jsou mistrovskými portréty obou vladařů. Karel IV. je zachycen s císařskou korunou, žezlem a nepůvodním malým mečem. Stařeckou hlavu má nachýlenou k pravému rameni v důsledku těžkého úrazu páteře, který utrpěl v mládí při rytířském turnaji. Jeho syn Václav IV. má českou královskou korunu, v rukou české žezlo a jablko. Mezi nimi jsou znaky Svaté říše římské a českého království a vysoko nad sochou sv. Víta je svatováclavská orlice Přemyslovců. Nejvyšší, nebeské sféře, vévodí postavy sv. Vojtěcha a sv. Zikmunda a u jejich nohou hlídá český heraldický lev. V době Karla IV. byly některé části soch polychromované a pozlacené. Hetraldickou výzdoby doplňují symatrické reliéfy ledňáčka v točenici či věníku, symbol krále Václava IV.  
Počtu a umístění jednotlivých prvků fasády bývají přisuzovány astrologické a mystické významy. Například gotický oblouk nad bránou zdobí 28 krabů, kamenných ozdob, jejichž počet odpovídá 28 dnům lunárního měsíce. Trojúhelníkový štít nad královskou sférou nese 24 krabů vyjadřujících počet hodin dne. Velmi symbolický je každoročně letní slunovrat. 21. června v poledne stín lva nakrátko padne na erb se svatováclavskou orlicí – je tak demonstrováno spojení přemyslovské tradice a lucemburského rodu na českém trůnu. K tomuto jevu dochází jediný den v roce. Podle juliánského kalendáře užívaného ve středověku na tento den připadal svátek sv. Víta, patrona katedrály i mostu. Stejného dne večer také při pohledu od věže na Pražský hrad slunce zapadá přesně nad místem, kde jsou ve svatovítské katedrále uloženy ostatky tohoto světce. 
Ledňáček v točenici byl osobním dvorským znakem Václava IV. Staroměstskou mosteckou věž zdobí celkem pět kamenných plastik ledňáčka v točenici. Podle lidové nadsázky všech pět ledňáčků naráz vidí jen spravedlivý člověk – to ale není možné, protože kamenný ledňáček se vyskytuje čtyřikrát na fasádě obrácené ke Starému Městu a jednou směrem k Malé Straně. Ledňáček se objevuje také v malířské výzdobě průjezdu věže spolu s postavou lazebnice, která ve 14. století představovala symbol ženské krásy a lásky. Vyobrazení lazebnice dalo vzniknout pověsti o lazebnici Zuzaně, která králi Václavovi IV. pomohla uniknout ze zajetí.

## Zajímavosti
- Podobně jako jiné gotické stavby chránila Staroměstskou mosteckou věž „magická past“ v podobě palindromu: „Signa te, signa, temere me tangis et angis“. Znamenej se, znamenej, pošetile se mě dotýkáš a soužíš. Nápis měl být ukryt pod střechou a měl zahánět démony.
- Místnosti ve věži sloužily také jako vězení.
- Mezi lety 1621–1631 byly na ochozu věže pro výstrahu vystaveny hlavy účastníků protihabsburského odboje, popravených 21. června 1621 na Staroměstském náměstí. Sejmuty byly až za krátkého vpádu protestantských saských vojsk do Prahy.

## Galerie

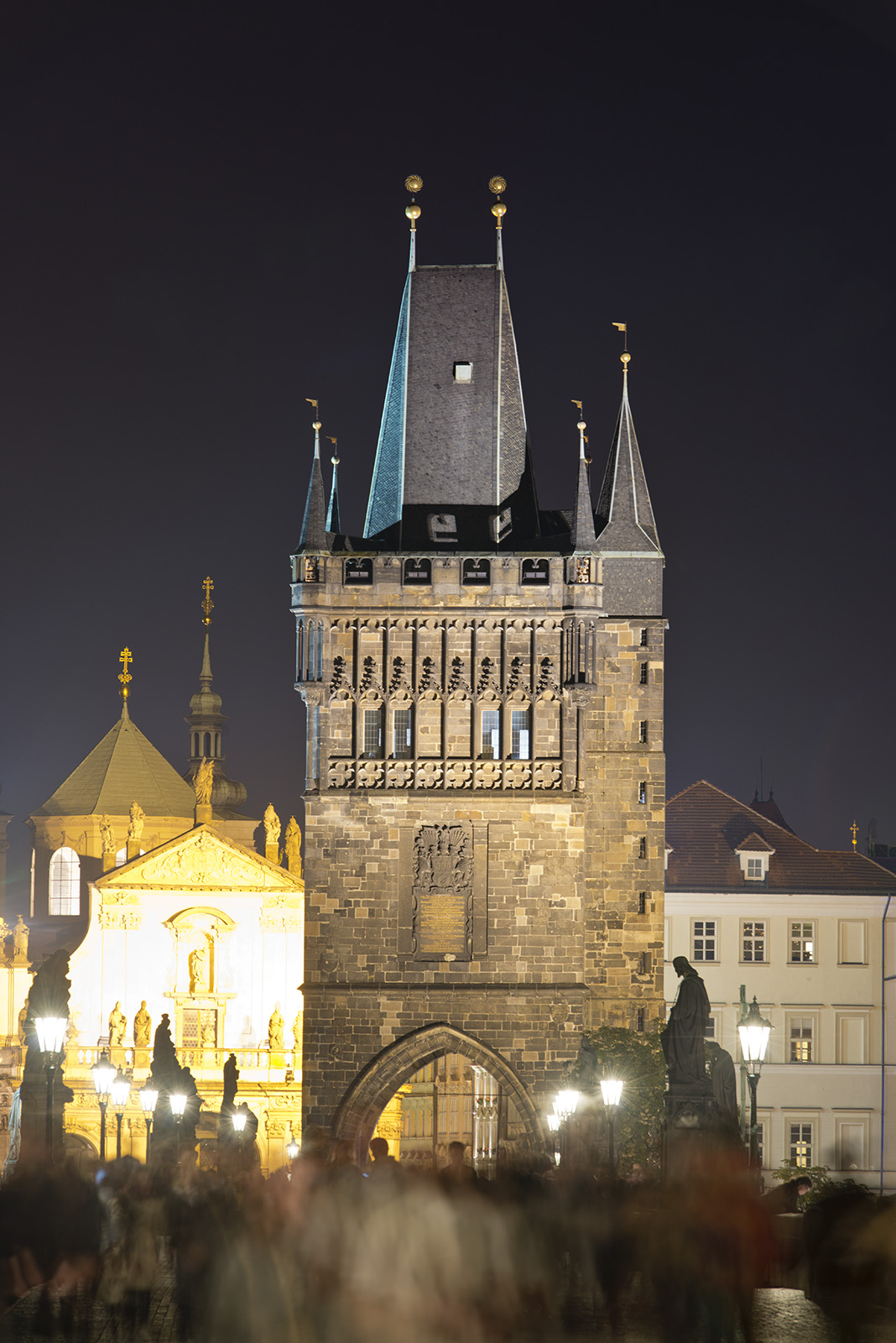
Pod rouškou tmy
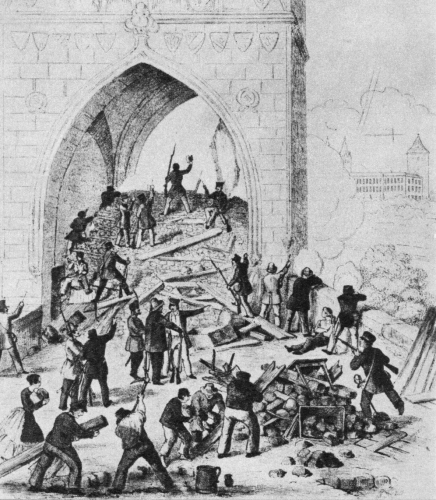
Barikáda ve věži v roce 1848
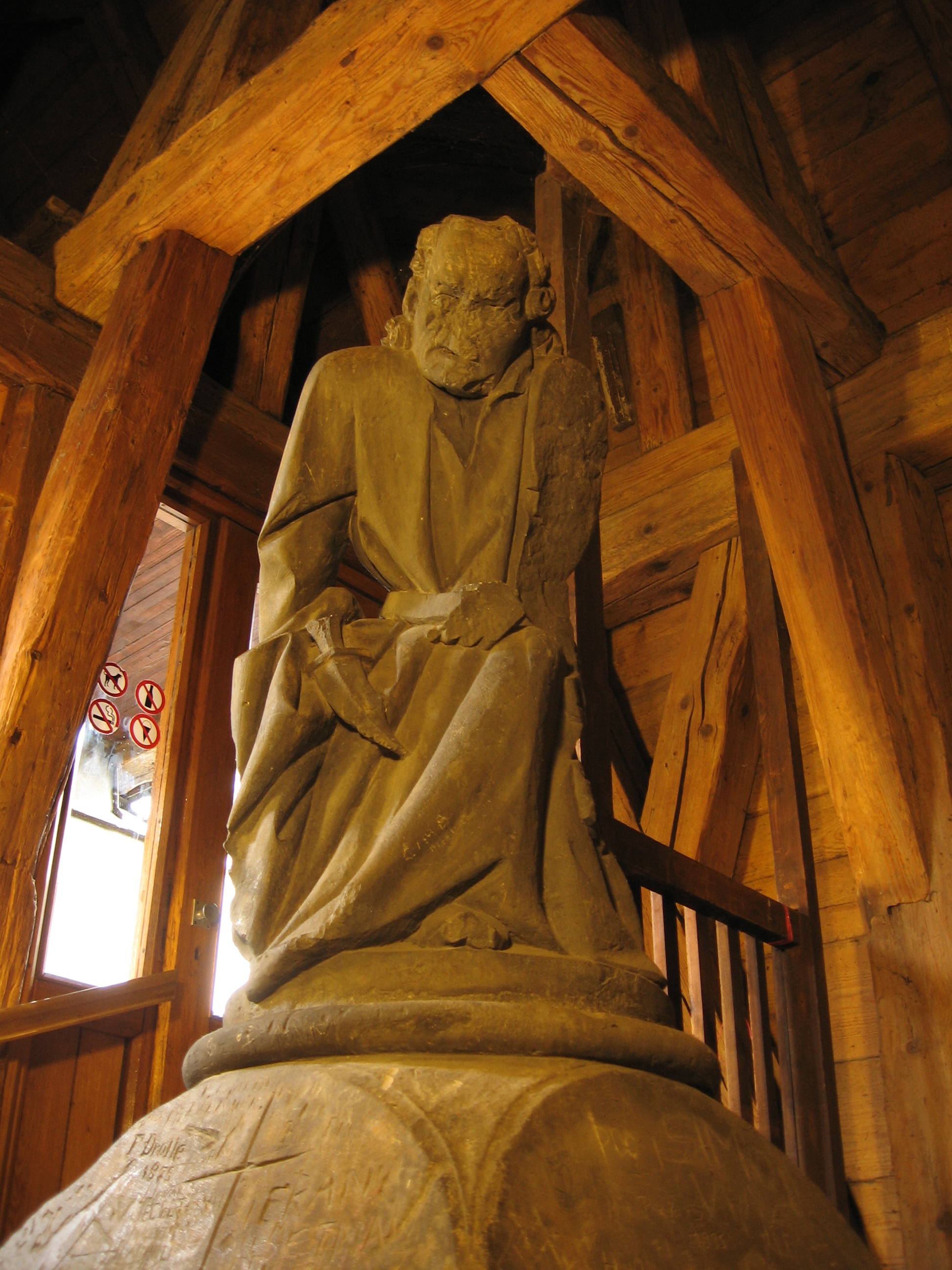
Socha věžníka na vrcholu schodiště
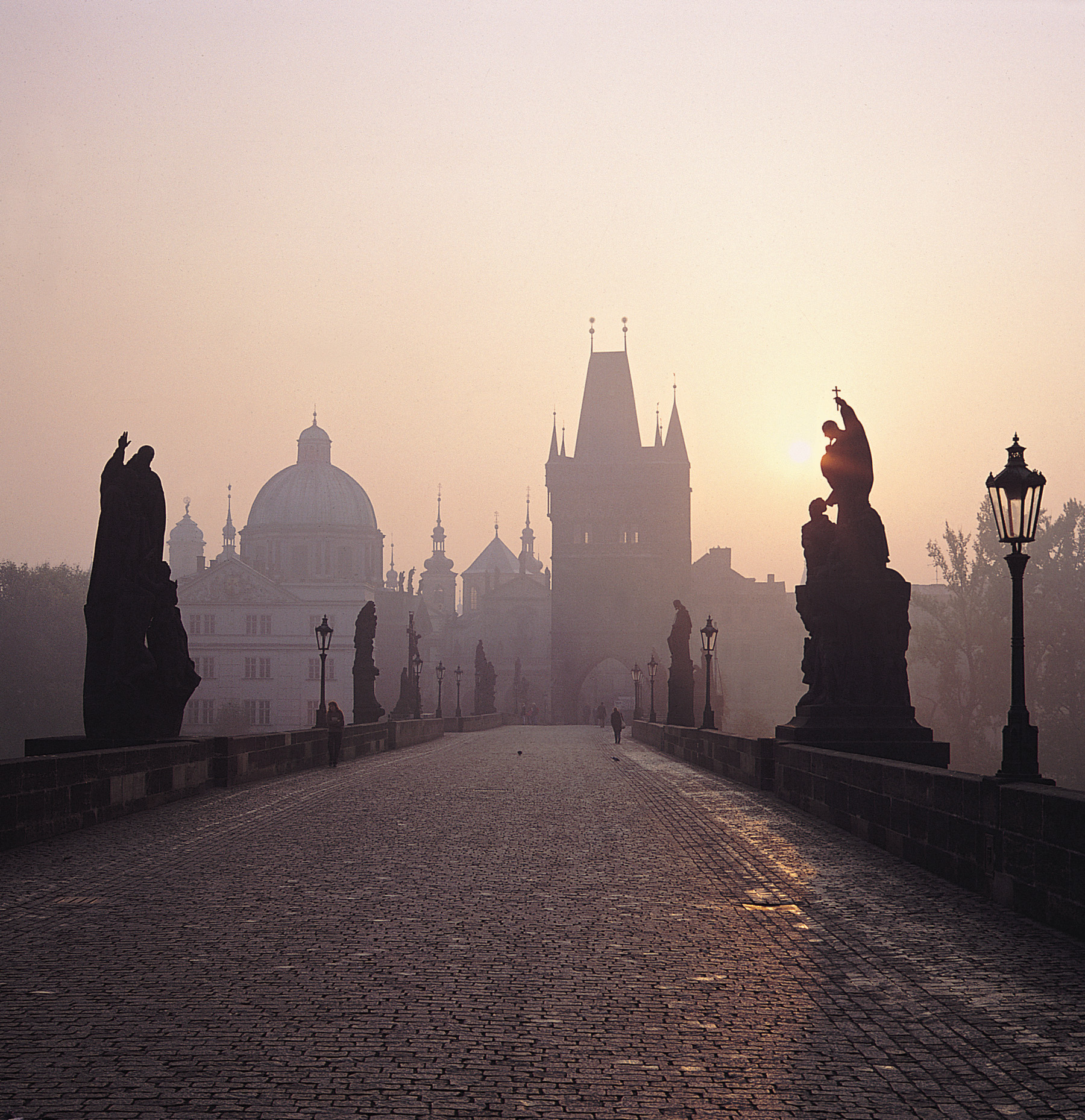
Karlův most s Mosteckou věží za rozbřesku